# FDF Friluftscenter Sletten
Friluftscenter Sletten (blandt FDFere kaldet Sletten) er et stort lejrområde der ejes af FDF og blandt andet bruges til deres store landslejr (Julsølejr) hvert 5. år. Hver påske og efterår afholdes der kurser for unge FDFere i alderen 15-18 år. 
Sletten dækker et område på 121 ha land, skov, kuperet terræn, åbne arealer, vand og vildmark.
Området rummer
- Kursuscentret Det ny Sletten
- Lejrbygningen Limbjerggård
- Lejrbasen Bøgebjerg med staklade
- Sejlcentret og naturværkstedet Æblegården, der huser FDFs historiske Samling
- Den gamle lade med gård-miljø og værkstedshuse
- Sheltere og mange teltpladser

## Det nye Sletten (DNS)
Det nye Sletten er Slettens hovedbygning på skrånende terræn ved Julsø.
Hovedbygningen består af en sal med plads til 120 personer, to store pejse og klaver. AV-udstyr kan lånes efter aftale. To grupperum med hver borde og stole til 30 personer kan sammelægges indbyrdes eller med salen. Derudover et køkken med kapacitet til 200 personer og mindre opholdsrum for køkkenfolk.
I tilknytning til hovedbygningen ligger to hytter med i alt 32 sovepladser i 4-mandsrum. De to af værelserne er indrettet handicapvenligt. Derudover er der fire ældre hytter med i alt 56 pladser i 4-mandsrum. Alle soverum har håndvask og hvert hus har eget toilet og bad, samt et mindre grupperum. Efter aftale kan løse madrasser lånes.
Gymnastiksalen på 200 m² kan lejes med, hvor der bl.a. kan afholdes gudstjenester idet specialdesignet alterparti og knæfald kan sættes op. I tilknytning til salen findes toilet- og baderum, samt 2 grupperum. Ét med borde og stole, samt ét med "bløde" møbler.

## Ekstern kilde/henvisning
- FDF Friluftscenter Sletten Arkiveret 16. juni 2008 hos  Wayback Machine
- FDF Sletten i Arkitekturbilleder.dk Arkiveret 17. marts 2016 hos  Wayback Machine

56°06′50″N 009°39′55″Ø / 56.11389°N 9.66528°Ø